# Aboriginere
Aboriginere er Australiens oprindelige folk. I 1700-tallet blev betegnelsen dannet ud fra latin ab origine, "fra begyndelsen" og betyder "oprindelige indbyggere".
Der var ca. 410.000 aboriginere i Australien (2001). Aboriginere har levet der i omkring 50.000 år. Tungepiercinger er en del af deres hellige ritualer. De skal gøre indtryk på de usynlige ånder. Piercinger var midlertidige og ikke smykker, og vi ved ikke, hvornår ritualet begyndte. Nogen mener, at de var nogle af de første i verden. De bruges også som overgangsritualer. Det er almindeligt, at unge mænd får en septum-piercing, som tegn på at de er blevet voksne. Nogle kvinder får samme piercing.
Ud over deres unikke kunst og udsmykning var deres livsstil enestående. Aboriginerne vandrede fra et område til et andet, når det første var "tømt" for kænguruer, øgler, fugle og rødder og planter. Nogle stammer brænder markerne af, så asken gøder, til de vender tilbage. De kan blive fra en uge til flere år i samme område.

## Galleri
- Håndværk
- Værktøj
- Sten til at male korn
- Helleristning i Ku-ring-gai Chase National Park
- Piktogrammer (Wandjina) i Wunnumurra Gorge